# Sjoa (localitate)
Sjoa este o localitate din comuna Sel, provincia Oppland, Norvegia, cu o suprafață de 14,92 km² și o populație de 182 locuitori (2013).